# Cartorhynchites aerosus
Cartorhynchites aerosus is een keversoort uit de familie Rhynchitidae. De wetenschappelijke naam van de soort is voor het eerst geldig gepubliceerd in 1958 door Voss.